# Jaylen Clark
Jaylen Bryce Clark (Riverside, 13 oktober 2001) is een Amerikaans basketballer die speelt als shooting guard voor de Minnesota Timberwolves.

## Carrière
Clark speelde collegebasketbal voor de UCLA Bruins van 2020 tot 2023.  Hij stelde zich in 2023 beschikbaar voor de NBA draft en werd gekozen als 53e in de tweede ronde door de Minnesota Timberwolves. Op 7 juli 2023 tekende Clark een two-waycontract bij de Minnesota Timberwolves. Als gevolg van een eerder opgelopen gescheurde achillespees aan de linkervoet miste Clark het ganse seizoen 2023/24. Tijdens het seizoen NBA 2024/25 speelde Clark ook voor de Iowa Wolves, het geaffilieerde team van de Timberwolves in de NBA G League. Hij maakte zijn NBA-debuut op 9 januari 2025 tegen de Orlando Magic. Op 27 februari 2025 tekende Clark een contract voor 2 seizoenen bij de Timberwolves.

## Statistieken
| Legenda | Legenda                | Legenda | Legenda                 | Legenda | Legenda               |
| ------- | ---------------------- | ------- | ----------------------- | ------- | --------------------- |
| WG      | Wedstrijden gespeeld   | WS      | Wedstrijden als starter | MPW     | Minuten per wedstrijd |
| FG%     | Fieldgoal-percentage   | 3P%     | Drie-punterpercentage   | VW%     | Vrije-worppercentage  |
| RPW     | Rebounds per wedstrijd | APW     | Assists per wedstrijd   | SPW     | Steals per wedstrijd  |
| BPW     | Blocks per wedstrijd   | PPW     | Punten per wedstrijd    | Vet     | Hoogste in carrière   |

### Regulier NBA-seizoen
| Seizoen  | Team                   | WG | WS | MPW  | FG%  | 3P%  | FW%  | RPW | APW | SPW | BPW | PPW |
| -------- | ---------------------- | -- | -- | ---- | ---- | ---- | ---- | --- | --- | --- | --- | --- |
| 2024/25  | Minnesota Timberwolves | 40 | 4  | 13,1 | 46,7 | 43,1 | 78,4 | 1,3 | 0,7 | 0,9 | 0,1 | 4,1 |
| Carrière | Carrière               | 40 | 4  | 13,1 | 46,7 | 43,1 | 78,4 | 1,3 | 0,7 | 0,9 | 0,1 | 4,1 |

### NBA-playoffs
| Seizoen  | Team                   | WG | WS | MPW | FG%  | 3P%  | FW%  | RPW | APW | SPW | BPW | PPW |
| -------- | ---------------------- | -- | -- | --- | ---- | ---- | ---- | --- | --- | --- | --- | --- |
| 2024/25  | Minnesota Timberwolves | 3  | 0  | 5,3 | 37,5 | 50,0 | 50,0 | 0,7 | 2,3 | 0,0 | 0,0 | 2,7 |
| Carrière | Carrière               | 3  | 0  | 5,3 | 37,5 | 50,0 | 50,0 | 0,7 | 2,3 | 0,0 | 0,0 | 2,7 |